# Podwein
Die Podwein gehörten zu den ältesten uradeligen Geschlechtern Krains. Urkundlich greifbar sind sie mit Beginn des 14. Jahrhunderts. Valvasor reiht sie in die Geschlechter aus dem Ritterstand ein, die schon zu seiner Zeit mit „Namen und Stamm“ erloschen sind.

## Herkunft und Stammsitz
Bislang ist nur bekannt, dass die Podwein Ministerialen der Grafen von Ortenburg waren. Ihr Stammsitz Podwein, erstmals 1311 urkundlich erwähnt, lag in Oberkrain in der Nähe von Radmannsdorf (slow. Radovljica). Nach Valvaor war 1331 Herbert von Podwein Besitzer der Burg. Von 1351 bis 1396 gehörte sie Thomas von Podwein. Ihm folgte Sebald von Podwein, der jedoch bald darauf starb, als er im Jahre 1397 mit seinem Pferd an einer Brücke einbrach, ins Wasser stürzte und ertrank. Sebald war der letzte männliche Nachkomme dieses Geschlechts. Diemuth, die Tochter des Thomas von Podwein und Ehefrau Wilhelms II. von Lamberg (ca. 1368) war nunmehr Alleinerbin. Am 15. Juni 1399 übertrug Friedrich Graf von Ortenburg die Lehen des Thomas von Podwein und Wilhelms II. von Lamberg an dessen Sohn Georg I. von Lamberg.

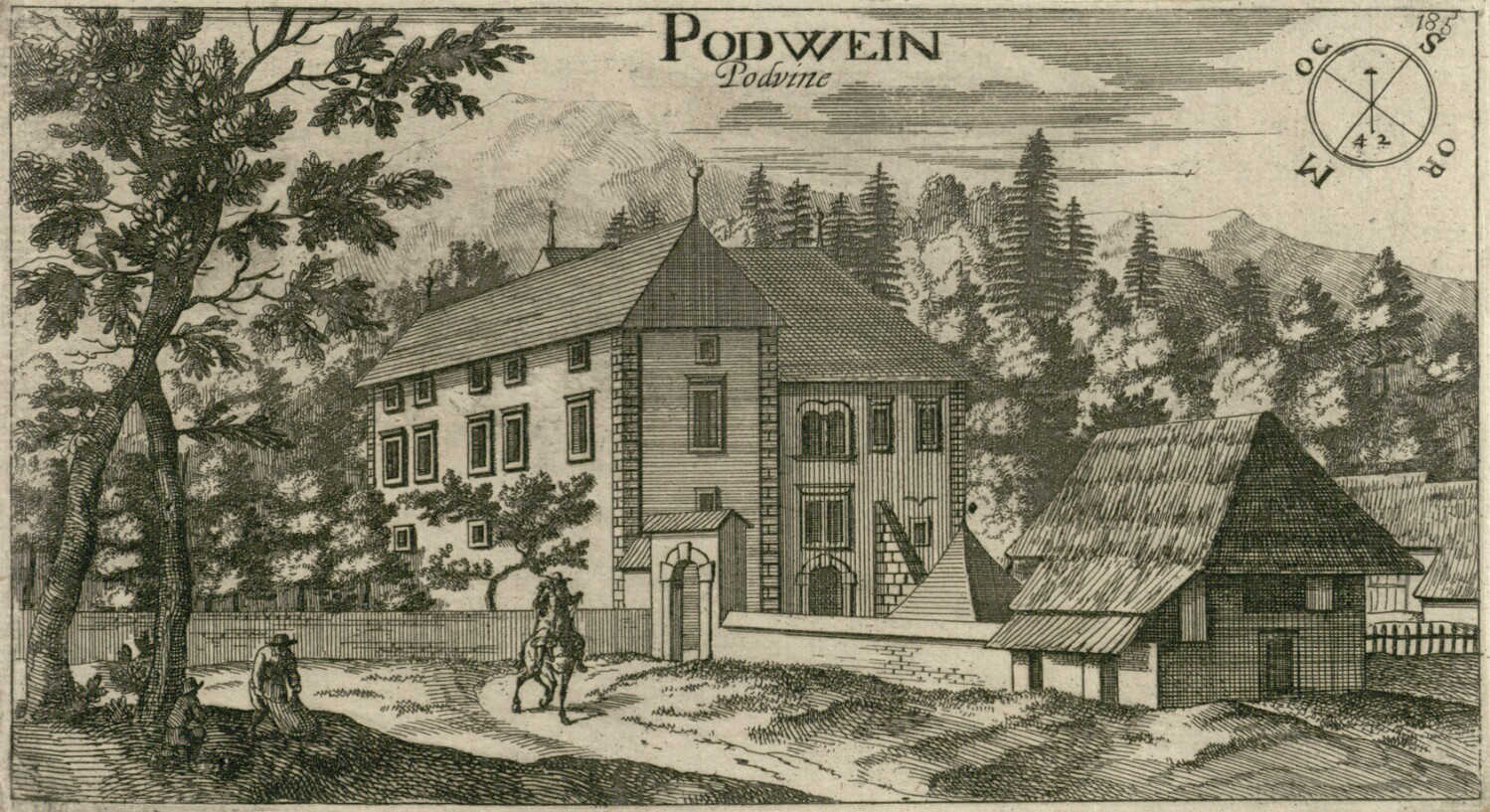
Valvasor: Das Schloß Podwein (1679)

Valvasor schreibt zu Podwein Folgendes (Auszug):
„Das Schloß Podwein, in Crainerischer Sprach Podvine, ligt in Ober-Crain, von Laybach sechs und von der Stadt Rattmansdorff eine halbe Meile. Vorzeiten war nur ein starker Thurn hier aufgeführt, den man Thurn-Podwein genannt, und ist ein Stammhaus der Herren von Podwein gewesen, von denen für dreyhundert Jahren enthalten; wie wohl nicht zu erforschen, was für Schlösser sie besessen. Nur hab ich nach langem Suchen gefunden, dass im 1331 Jahr Herr Herward von Podwein diesen Thurn-Podwein in Besitz gehabt.“ Als Quelle nennt Valvasor MS. Sitt, - (Manuscripta Sitticensis)
Somit scheint es, dass die Podwein, zumindest in Krain, keinen weiteren Besitz hatten.

## Wappen
Im goldenen Schild ein springender schwarzer Bracke mit roter Zunge und goldenem Halsband mit Ring.

## Genealogie
Herbert (Herwart), † um 1351,
Sohn (des Herbert)
Thomas, † 1396,
Kinder (des Thomas, soweit bekannt)
1. Sebald, † 1397, der letzte seines Geschlechts-
2. Dimuth, * um 1350, ⚭ um 1368 Wilhelm II, v. Lamberg, * um 1345, † nach 1397